# 26. август
26. август (26.08.) је 238. дан у години по грегоријанском календару (239. у преступној години). До краја године има још 127 дана.

## Догађаји
- 55. п. н. е. — Јулије Цезар напада Британију.
- 1071 — У бици код Манцикерта Турци Селџуци су поразили Византију. Сматра се пресудним догађајем одговорним за каснију пропаст Византије.
- 1278 — Ладислав IV Куманац и Рудолф I Хабзбуршки поразили су Отокара II у бици на Моравском пољу.
- 1346 — У бици код Кресија у Стогодишњем рату енглеска војска под Едвардом III поразила је знатно надмоћније француске тешке оклопнике краља Филипа VI.
- 1541 — Турски султан Сулејман II освојио је Будим и анектирао Мађарску која је потом до 1686. била турска провинција Будимски пашалук.
- 1789 — Национална уставотворна скупштина је усвојила Декларацију о правима човека и грађанина.
- 1883 — Почела је ерупција вулкана Кракатау на истоименом индонежанском острву између Јаве и Суматре, у којој је током два дана две трећине острва одлетело у ваздух, а у огромним таласима на западној Јави погинуло 36.000 људи.
- 1896 — Јерменски револуционари напали су Османску банку у Цариграду, што је довело до тродневних сукоба са властима у којима је погинуло 6.000 Јермена. У сузбијању јерменских тежњи за ослобођење током 1895-96. турске власти убиле су око 100.000 Јермена.
- 1914 — Почела је битка код Таненберга у Првом светском рату, у којој су Немци током четири дана готово уништили Другу руску армију. Погинуло је више од 30.000 руских војника.
- 1920 — Ратификован је 19. амандман Устава САД којим су жене добиле право гласа.
- 1939 — Југословенски премијер Драгиша Цветковић и вођа Хрватске сељачке странке Влатко Мачек потписали су споразум којим је установљена Бановина Хрватска, а лидер ХСС постао је потпредседник југословенске владе.
- 1944 — Бугарска, која је у Другом светском рату била на страни Сила осовине, саопштила је да иступа из рата и затражила примирје од Савезника.
- 1945 — У Београду је одржано треће заседање Антифашистичког већа националног ослобођења (АВНОЈ) на којем је Већу промењен назив у Привремена народна скупштина. Донета је и резолуција о територијалним правима Југославије на крајеве који су после Првог светског рата прикључени Италији.
- 1972 — Отворене су 20. олимпијске игре у Минхену, упамћене по нападу припадника терористичке палестинске организације „Црни септембар“ на Олимпијско село и убиству 11 израелских спортиста.
- 1986 — Отровни гас убија 1700 људи у Камеруну.
- 1990 — У експлозији у јами „Добрња-југ“ рудника Крека у Тузли, која је изазвала дотада највећу катастрофу у југословенском рударству, погинуло је 180 рудара.
- 1991 — Почеле су борбе у Вуковару између хрватских снага и Југословенске народне армије. Након тромесечних борби, јединице ЈНА ушле су 18. новембра у потпуно разрушени град.
- 1993 — Председник Русије Борис Јељцин осудио је инвазију армија Варшавског пакта на Чехословачку 1968. и потписао је споразум о пријатељству са Чешком.
- 1996 — Јужнокорејски суд осудио је бившег председника Јужне Кореје Чон Духвана на смрт под оптужбом да је 1979. извео војни удар којим је приграбио власт, а његовог наследника Но Тевуа на 22,5 године затвора због подршке пучистима.
- 1997 — Фредерик Вилем де Клерк, последњи белац председник Јужне Африке, дао је оставку на функцију шефа опозиционе Националне партије и повукао се из политичког живота.
- 1999 — Русија је бомбардовања чеченских положаја, као одговор на инвазију Дагестана деветнаест дана раније, започела Други чеченски рат.
- 1999 — Више од 60.000 Бразилаца, окупљених на антивладином митингу испред зграде Конгреса, затражило је оставку председника Фернанда Хенрика Кардоза и крај његовог суровог режима.
- 2000 — Нови парламент Сомалије у егзилу је, након деветогодишње анархије у тој земљи, изабрао политичког ветерана Абдикасима Салада Хасана за председника.
- 2001 — Првог дана акције прикупљања наоружања од албанских побуњеника у Македонији, која је по одобрењу НАТО трајала око месец дана под називом „Суштинска жетва“, етнички Албанци су предали доста машинки, ручних минобацача и друго тешко наоружање.
- 2021 — Тероризам: У Авганистану у самоубилачком терористичком нападу код аеродрома у Кабулу, страдало је најмање 170 људи, а више од 200 је повређено.

## Рођења
- 1676 — Роберт Волпол, енглески државник. (прем. 1745)
- 1740 — Жозеф Мишел Монголфје, француски проналазач. (прем. 1810)
- 1743 — Антоан Лавоазје, француски хемичар. (прем. 1794)
- 1880 — Јулија Хуњади, кнегиња Србије, супруга Михаила Обреновића. (прем. 1919)
- 1880 — Гијом Аполинер француско-италијански писац и драматург, пољског порекла. (прем. 1918)
- 1882 — Џејмс Франк, немачки физичар. (прем. 1964)
- 1899 — Раде Драинац (Радојко Јовановић), српски песник. (прем. 1943)[1]
- 1906 — Вјекослав Афрић, југословенски глумац, редитељ, сценариста, драмски писац, учесник Народноослободилачке борбе и друштвено-политички радник СФР Југославије. (прем. 1980)
- 1906 — Алберт Сејбин, амерички вирусолог, пореклом пољски Јевреј. (прем. 1993)
- 1914 — Хулио Кортасар, аргентински писац, преводилац и интелектуалац. (прем. 1984)
- 1920 — Заим Имамовић, босанскохерцеговачки извођач севдалинки. (прем. 1994)
- 1933 — Јован Христић, српски песник, драматург, есејиста, преводилац и књижевни и позоришни критичар. (прем. 2002)
- 1953 — Брацо Циган, хрватски Ром и ТВ лице.
- 1958 — Златко Вујовић, хрватски фудбалер и фудбалски тренер.
- 1959 — Мира Радојевић, српска историчарка, универзитетска професорка и дописна чланица Српске академије наука и уметности.[2]
- 1961 — Фахрудин Омеровић, југословенски и босанскохерцеговачки фудбалски голман и фудбалски тренер.
- 1966 — Ширли Менсон, шкотска музичарка, најпознатија као певачица групе Garbage.
- 1967 — Александар Ђорђевић, српски кошаркаш и кошаркашки тренер.
- 1970 — Мелиса Макарти, америчка глумица, комичарка, сценаристкиња и продуценткиња.
- 1971 — Талија, мексичка музичарка и глумица.
- 1976 — Мајк Колтер, амерички глумац.
- 1980 — Маколи Калкин, амерички глумац.
- 1981 — Андреас Глинијадакис, грчки кошаркаш.
- 1987 — Ана Антонијевић, српска одбојкашица.
- 1987 — Лука Дрча, српски кошаркаш.
- 1987 — Рајли Стил, америчка порнографска глумица.
- 1988 — Тори Блек, америчка порнографска глумица.
- 1989 — Џејмс Харден, амерички кошаркаш.
- 1990 — Лоренцо Браун, амерички кошаркаш.
- 1993 — Кики Палмер, америчка глумица, музичарка и плесачица.

## Смрти
- 1346 — Јован Слепи гроф од Луксембурга од 1309, краљ Чешке од 1310. и претендент на пољски престо. (рођ. 1296)
- 1910 — Вилијам Џејмс, амерички филозоф и психолог. (рођ. 1842)
- 1974 — Чарлс Линдберг, амерички пилот, први прелетео Атлантски океан. (рођ. 1902)
- 1998 — Фредерик Рајнес, амерички физичар, добитник Нобелове награде за физику. (рођ. 1918)
- 2004 — Лора Браниган, америчка поп певачица. (рођ. 1952)

## Празници и дани сећања
- 1839 — Основана је Прва београдска гимназија.
- Српска православна црква данас прославља:
  - Свети мученик Иполит Римски (Оданије Преображења)